# Parijs-Tours 1925
De twintigste editie van Parijs-Tours  werd verreden op zondag 3 mei 1925. De wedstrijd had een lengte van 342 kilometer, startte in Parijs en eindigde in Tours. 
De Belg Denis Verschueren won de sprint van zijn twee medevluchters. Dit was de laatste editie die werd verreden over de record afstand van 342 kilometer. Deze afstand was in gebruik tussen 1919 en 1925.  

## Uitslag
| Plaats  | Naam              | Ploeg               | Tijd      |
| ------- | ----------------- | ------------------- | --------- |
| Winnaar | Denis Verschueren | Wonder              | 12u26'00" |
| 2       | August Mortelmans | JB Louvet-Wolber    | z.t.      |
| 3       | Jean Hillarion    |                     | z.t.      |
| 4       | Heiri Suter       | Griffon             | + 2'30"   |
| 5       | Jean Rossius      |                     | z.t.      |
| 6       | Alfonso Piccin    | Automoto-Hutchinson | z.t.      |
| 7       | Federico Gay      | Météore-Wolber      | z.t.      |
| 8       | Marcel Colleu     | JB Louvet-Wolber    | z.t.      |
| 9       | Lucien Buysse     | Automoto-Hutchinson | z.t.      |
| 10      | Aimé Dossche      |                     | z.t.      |

1896 · 
1897 · 
1898 · 
1899 · 
1900 · 
1901 · 
1902 · 
1903 · 
1904 · 
1905 · 
1906 · 
1907 · 
1908 · 
1909 · 
1910 · 
1911 · 
1912 · 
1913 · 
1914 · 
1915 · 
1916 · 
1917 · 
1918 · 
1919 · 
1920 · 
1921 · 
1922 · 
1923 · 
1924 · 
1925 · 
1926 · 
1927 · 
1928 · 
1929 · 
1930 · 
1931 · 
1932 · 
1933 · 
1934 · 
1935 · 
1936 · 
1937 · 
1938 · 
1939 · 
1940 · 
1941 · 
1942 · 
1943 · 
1944 · 
1945 · 
1946 · 
1947 · 
1948 · 
1949 · 
1950 · 
1951 · 
1952 · 
1953 · 
1954 · 
1955 · 
1956 · 
1957 · 
1958 · 
1959 · 
1960 · 
1961 · 
1962 · 
1963 · 
1964 · 
1965 · 
1966 · 
1967 · 
1968 · 
1969 · 
1970 · 
1971 · 
1972 · 
1973 · 
1974 · 
1975 · 
1976 · 
1977 · 
1978 · 
1979 · 
1980 · 
1981 · 
1982 · 
1983 · 
1984 · 
1985 · 
1986 · 
1987 · 
1988 · 
1989 · 
1990 · 
1991 · 
1992 · 
1993 · 
1994 · 
1995 · 
1996 · 
1997 · 
1998 · 
1999 · 
2000 · 
2001 · 
2002 · 
2003 · 
2004 · 
2005 · 
2006 · 
2007 · 
2008 · 
2009 · 
2010 · 
2011 · 
2012 · 
2013 · 
2014 · 
2015 · 
2016 · 
2017 · 
2018 · 
2019 ·
2020 ·
2021 ·
2022 ·
2023 ·
2024 ·
2025